# Harricourt
 Harricourt  es una población y comuna francesa, en la región de Champaña-Ardenas, departamento de Ardenas, en el distrito de Vouziers y cantón de Buzancy.
Está integrada en la Communauté de communes de l'Argonne Ardennaise.
Entre 1828 y 1871 estuvo integrada en Bar-lès-Buzancy.

## Demografía
| 187 | 223 | 220 | 211 | ... | ... | ... | ... | ... | ... | ... | 201 | 216 | 201 | 206 | 202 | 180 | 176 | 184 | 169 | 123 | 131 | 124 | 116 | 116 | 98 | 100 | 80 | 70 | 74 | 71 | 60 | 52 |
| Para los censos de 1962 a 1999 la población legal corresponde a la población sin duplicidades (Fuente: INSEE [Consultar]) |     |     |     |     |     |     |     |     |     |     |     |     |     |     |     |     |     |     |     |     |     |     |     |     |    |     |    |    |    |    |    |    |

## Lugares de interés
- La Chambrerie, casa fortificada del siglo XIII.
- La Malmaison, fortaleza-castillo